# Eduard van Beinum
Eduard van Beinum   (Arnhem, 3 de setembre de 1900 - Amsterdam, 13 d'abril de 1959) va ser un director d'orquestra neerlandès.

## Biografia
Eduard van Beinum va començar com a viola a l'"Arnhemse Orkestvereniging", on el seu pare tocava el contrabaix i el seu germà el violí. També tocava el piano i actuava tant en solitari com amb el seu germà. Inicialment es va convertir en director de l'"Haarlem Symfonieorkest" (1927–31), que va portar a un nivell més alt. El 1929 va rebre la seva primera invitació de l'Orquestra del Concertgebouw d'Amsterdam, i el 1931 va passar al lloc vacant de segon director. Van Beinum va ser ràpidament adorat pels músics de l'orquestra perquè els veia com a socis i no els va imposar la seva pròpia voluntat com el director en cap Willem Mengelberg. No obstant això, el públic en aquest moment estava menys convençut per van Beinum, ja que estaven acostumats a una personalitat incondicional com Mengelberg i també trobaven fredes i superficials les lectures objectives de van Beinum en comparació amb les de Mengelberg.
Van Beinum va rebre contínuament ofertes per a llocs de director en cap d'altres orquestres neerlandeses; Quan la "Residentie Orkest Den Haag", considerada la segona millor dels Països Baixos després de l'Orquestra Concertgebouw, li van proposar el 1937, van Beinum inicialment no es va mostrar contrari. Els músics i l'administració de l'Orquestra del Concertgebouw el van voler mantenir i el van convertir en segon director en cap al costat de Mengelberg. Després que Mengelberg va rebre un exili de sis anys el 1945 a causa de la seva posició pro alemanya durant la guerra dels Països Baixos, el paper d'ara únic director en cap va romandre amb van Beinum. També va ocupar el mateix càrrec amb l'Orquestra Filharmònica de Londres els anys 1948 i 1949.
En aquesta època, van Beinum ja patia problemes cardíacs, així que aquesta orquestra va buscar un altre director. Amb prou feines va poder aparèixer durant la temporada 1950/51. També va ser director musical de l'Orquestra Filharmònica de Los Angeles des de 1956 fins a la seva mort. Van Beinum va morir d'un atac de cor el 1959 durant un assaig de la Simfonia núm. 1 de Brahms amb l'Orquestra del Concertgebouw. Va ser enterrat a casa seva, al poble de Garderen, a la regió de Veluwe. Havia designat (no oficialment) Bernard Haitink com el seu successor a l'Orquestra del Concertgebouw.

## Després dels efectes
Beinum era el contrari del Mengelberg, testarud i dominant. Va respectar els músics de l'orquestra i els va permetre molta llibertat interpretativa. El seu estil era molt objectiu, però -també pels seus tempos majoritàriament ràpids- poques vegades avorrit. Ell opinava que el contingut d'una obra es fa més clar si deixes que la música parli per si mateixa i no emfatitzes tots els matisos. Va ser capaç de mantenir el gran virtuosisme de l'Orquestra del Concertgebouw de la llarga fase de Mengelberg, però també va aconseguir una extraordinària bellesa sonora així com una gran naturalitat i tensió permanent en el flux musical.
Els enregistraments sonors de Beinum, la majoria dels quals són en mono (Philips només va començar a fer enregistraments estèreo l'any 1957), es van mantenir al catàleg fins a la dècada de 1960, sempre que els dispositius de reproducció mono estaven generalitzats. Més tard es van oblidar perquè van Beinum no va gaudir de la fama d'un director històricament important com Arturo Toscanini o Wilhelm Furtwängler, i bàsicament només s'han reeditat en CD des dels anys noranta. Els seus enregistraments més importants inclouen obres orquestrals de Johannes Brahms (incloses totes les simfonies) i les tres últimes simfonies d'Anton Bruckner per a Philips. Beinum va continuar la llarga tradició Mahler de l'Orquestra Concertgebouw amb els seus propis enregistraments. També va dirigir amb freqüència música francesa (especialment Hector Berlioz, Claude Debussy, César Franck i Maurice Ravel), fins i tot per a enregistraments, així com molts compositors holandesos contemporanis, inclosos alguns en estrenes.

## Premis
- 1958: Condecoració d'honor pels serveis a la República d'Àustria[2]
- 1958: Medalla d'Or de la Societat Internacional Gustav Mahler de Viena.[3]